# Franjo Filipović
Franjo svobodný pán Filipović von Philippsberg (německy Franz Freiherr Philippovich von Philippsberg) (12. října 1820 Gospić – 9. června 1903 Vídeň) byl rakousko-uherský generál chorvatského původu. Od mládí sloužil v rakouské armádě a zúčastnil se několika válečných tažení. V letech 1865–1868 byl místodržitelem v Dalmácii a v roce 1874 dosáhl hodnosti polního zbrojmistra. V závěru kariéry byl zemským velitelem na Moravě (1874–1877) a v Chorvatsku (1877–1881).

## Biografie

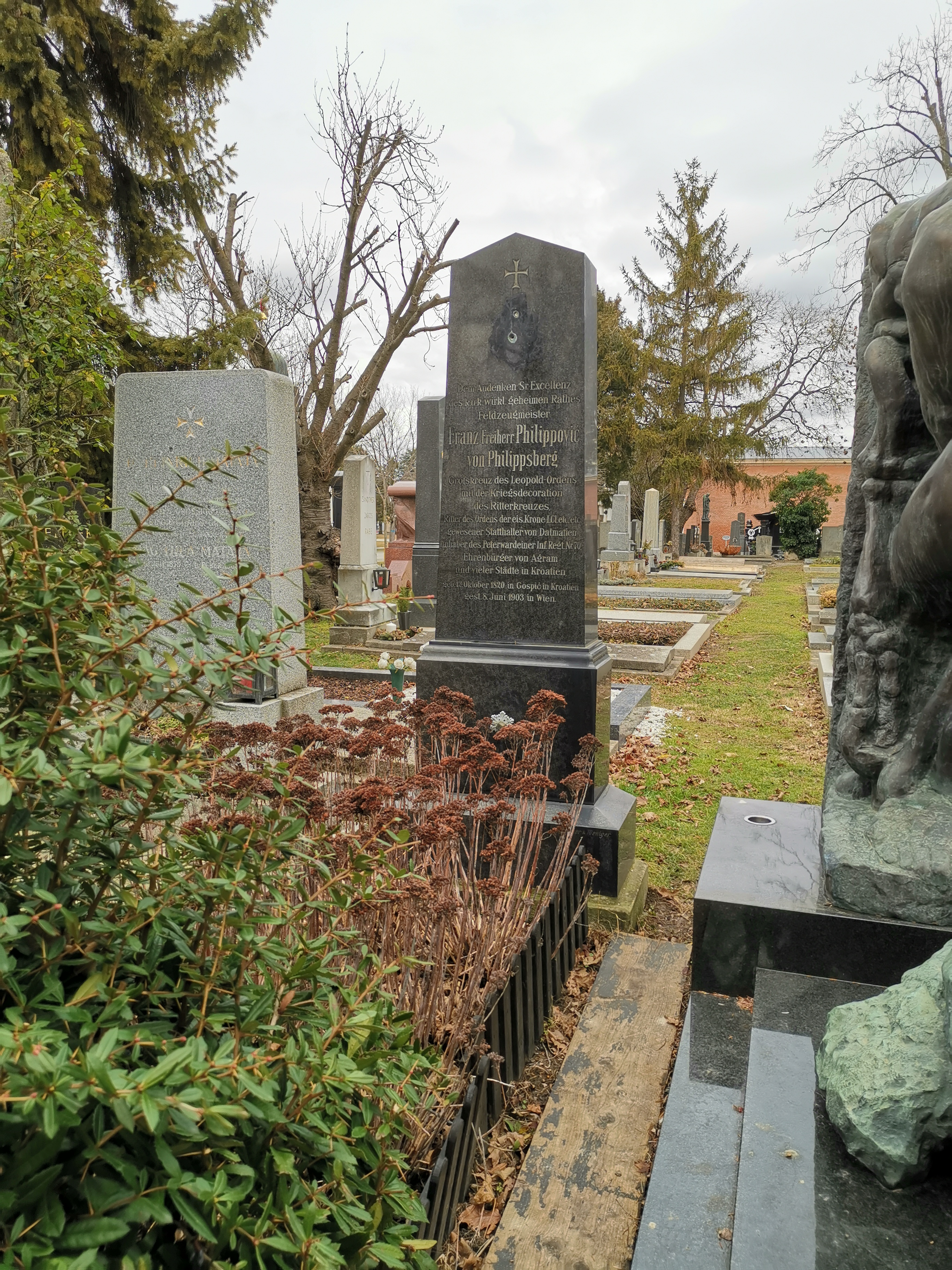
Hrob Franja Filipoviće na Centrálním hřbitově ve Vídni

Pocházel z chorvatské rodiny povýšené v roce 1785 do šlechtického stavu, byl mladším synem c. k. hejtmana Eliase Filipoviće. Do armády vstoupil v roce 1836 jako kadet, mezitím získal vojenskou průpravu v Tullnu. V roce 1839 byl poručíkem u 22. pěšího pluku a další roky sloužil u různých jednotek ve Štýrském Hradci a Innsbrucku. V roce 1847 byl povýšen na rytmistra a v revolučních letech 1848–1849 se zúčastnil bojů v Itálii a proti uherským povstalcům. V roce 1850 získal hodnost majora a poté několik let působil v úřednických funkcích u vrchního velení armády ve Vídni (1850–1856). Mezitím byl v roce 1854 povýšen na podplukovníka a v roce 1856 byl jako plukovník přidělen k císařské vojenské kanceláři (Militär-Central-Kanzlei Seiner Majestät des Kaisers) a zařazen do sboru císařských pobočníků. Jako pobočník císaře Františka Josefa se zúčastnil války se Sardinií a prohrané bitvy u Solferina (1859).
V roce 1861 se stal velitelem brigády v Zadaru a k datu 15. srpna 1862 byl povýšen do hodnosti generálmajora. Poté převzal velení brigády a pevnosti v Dubrovníku (1862–1865). V roce 1865 byl jmenován místodržitelem a vrchním velitelem v Dalmácii, téhož roku také obdržel hodnost polního podmaršála (16. října 1865). Z titulu funkce dalmatského místodržitele se zúčastnil další války v Itálii (1866). V roce 1868 odmítl přistoupit na požadavky vídeňské vlády k určitým ústupkům vůči italské menšině a v září 1868 na místodržitelskou funkci rezignoval.
V letech 1869–1874 byl velitelem 15. pěší divize v Košicích a k datu 28. ledna 1874 byl povýšen do hodnosti polního zbrojmistra. V letech 1874–1877 byl zemským velitelem pro Moravu a Slezsko se sídlem v Brně a nakonec v letech 1877–1881 zemským velitelem v Chorvatsku se sídlem v Záhřebu. V této funkci se spolu s bratrem Josipem podílel na okupaci Bosny a Hercegoviny (1878). K datu 1. září 1881 odešel do penze a od té doby žil v soukromí ve Vídni.
Zemřel ve Vídni 9. června 1903 ve věku 82 let a byl pohřben na vídeňském Ústředním hřbitově (skupina 31B, hrob č. 21).
Jeho starší bratr Josip Filipović (1820–1889) dosáhl v armádě také hodnosti polního zbrojmistra, měl zásadní podíl na okupaci Bosny a Hercegoviny (1878) a nakonec byl dlouholetým zemským velitelem v Čechách (1874–1881, 1882–1889). Oba bratři se celoživotně hrdě hlásili ke své chorvatské národnosti.

## Tituly a ocenění
Od narození užíval šlechtický titul s predikátem Edler von Philippsberg. Spolu s bratrem byl v roce 1860 povýšen do stavu svobodných pánů. Jako místodržitel v Dalmácii obdržel v roce 1865 titul c. k. tajného rady s nárokem na oslovení Excelence. Od roku 1874 byl čestným majitelem pěšího pluku č. 70. Získal čestné občanství v Záhřebu a několika dalších chorvatských městech. Během vojenské kariéry se stal nositelem několika vysokých vyznamenání v Rakousku-Uhersku i v zahraničí.

### Rakousko-Uhersko
- rytířský kříž Leopoldova řádu s válečnou dekorací (1849)
- Vojenský záslužný kříž (1849)
- Řád železné koruny II. třídy (1859)
- Řád železné koruny I. třídy (1868)
- velkokříž Leopoldova řádu (1878)

### Zahraničí
- Řád svaté Anny II. třídy (Rusko)
- Řád svatého Vladimíra IV. třídy (Rusko)
- Řád červené orlice I. třídy (Německo)
- velkokříž Řádu svatého Řehoře Velikého (Papežský stát)
- komandér Řádu sv. Michaela (Bavorsko)
- komandér Řádu Albrechtova (Sasko)